# Luna Nuova
Luna Nuova è un bisettimanale di informazione locale fondato nel marzo del 1980 con sede ad Avigliana.

## Storia
In origine il giornale, quindicinale di pochi fogli, era venduto solo in abbonamento. Dal 1987, dopo aver esteso i propri confini dalla vicina Francia alla cintura ovest e sud di Torino, Luna Nuova diventa un settimanale, con direttore Paolo Bugnone.
Il passaggio alla formula bisettimanale (martedì-venerdì) avviene nel gennaio del 1993 e dal 1º giugno 1997 il direttore è Tiziano Picco. Dal 1º marzo 2021 il direttore è Marco Giavelli.